# Норт-Коллінс (селище, Нью-Йорк)
Норт-Коллінс (англ. North Collins) — селище (англ. village) в США, в окрузі Ері штату Нью-Йорк. Населення — 1247 осіб (2020).

## Географія
Норт-Коллінс розташований за координатами 42°35′41″ пн. ш. 78°56′13″ зх. д. / 42.59472° пн. ш. 78.93694° зх. д. (42.594821, -78.936941).  За даними Бюро перепису населення США в 2010 році селище мало площу 2,07 км², уся площа — суходіл.

## Демографія
Згідно з переписом 2010 року, у селищі мешкали 1232 особи в 486 домогосподарствах у складі 315 родин. Густота населення становила 594 особи/км².  Було 547 помешкань (264/км²).
Расовий склад населення:
| - 94,2 % — білих - 2,3 % — корінних американців - 0,2 % — чорних або афроамериканців |

До двох чи більше рас належало 3,1 %. Частка іспаномовних становила 3,7 % від усіх жителів.
За віковим діапазоном населення розподілялося таким чином: 24,8 % — особи молодші 18 років, 62,7 % — особи у віці 18—64 років, 12,5 % — особи у віці 65 років та старші. Медіана віку мешканця становила 39,0 року. На 100 осіб жіночої статі у селищі припадало 94,6 чоловіків;  на 100 жінок у віці від 18 років та старших — 91,7 чоловіків також старших 18 років.
Середній дохід на одне домашнє господарство  становив 56 445 доларів США (медіана — 52 992), а середній дохід на одну сім'ю — 68 574 долари (медіана — 62 039). Медіана доходів становила 42 989 доларів для чоловіків та 35 700 доларів для жінок. За межею бідності перебувало 5,0 % осіб, у тому числі 0,7 % дітей у віці до 18 років та 11,8 % осіб у віці 65 років та старших.
Цивільне працевлаштоване населення становило 639 осіб. Основні галузі зайнятості: освіта, охорона здоров'я та соціальна допомога — 29,0 %, роздрібна торгівля — 19,4 %, виробництво — 10,6 %, будівництво — 8,3 %.